# Viișoara (okręg Satu Mare)
Viișoara (węg. Ponyvás) – wieś w Rumunii, w okręgu Satu Mare, w gminie Ciumești. W 2011 roku liczyła 6 mieszkańców. 